# Nintendo Puzzle Collection
Nintendo Puzzle Collection (ニンテンドーパズルコレクション Nintendō Pazuru Korekushon) es una recopilación de videojuegos de rompecabezas de 2003 publicada por Nintendo para GameCube. El juego contiene remakes o ports de tres juegos de puzle publicados por Nintendo: Dr. Mario 64, Yoshi's Cookie y Panel de Pon. El juego fue lanzado en Japón el 7 de febrero de 2003, y las versiones en Norteamérica y Europa fueron planeadas pero finalmente canceladas.
Todas las copias de Nintendo Puzzle Collection se suministraron con un cable GCN-GBA para aprovechar la capacidad del juego de descargar versiones simplificadas de sus juegos a una consola Game Boy Advance.

## Jugabilidad
Nintendo Puzzle Collection es una compilación de tres juegos de puzle publicados por Nintendo que se publicaron originalmente en consolas anteriores de Nintendo. Todos los juegos soportan tanto la jugabilidad para un solo jugador como el competitivo multijugador local para hasta cuatro jugadores simultáneamente. Además, Nintendo Puzzle Collection es compatible con la conectividad GameCube-Game Boy Advance, lo que permite al jugador utilizar una Game Boy Advance como controlador de juego. Las versiones actualizadas de cada juego también se pueden descargar y jugar de forma independiente en Game Boy Advance. Cada juego se almacena en la memoria de Game Boy Advance y permanecerá hasta que el dispositivo portátil se apague.

### Dr. Mario
Dr. Mario (Dr.マリオ) es un port de Dr. Mario 64, originalmente lanzado en 2001 para la Nintendo 64. Al igual que todos los juegos de Dr. Mario, el juego se centra en la eliminación de los virus coloreados del campo de juego al igualarlos con cápsulas de color.
Dr. Mario fue dirigido por Hitoshi Yamagami y Yoshiyuki Kato y la música fue compuesta por Manabu Fujiki y Seiichi Tokunaga. La versión descargable de Game Boy Advance es una emulación de la versión de Nintendo Entertainment System de Dr. Mario.

### Yoshi's Cookie
Yoshi's Cookie (ヨッシーのクッキー Yosshī no Kukkī) se publicó originalmente en las consolas Nintendo Entertainment System, Super Nintendo Entertainment System, Super Famicom y Game Boy en 1992.
Yoshi's Cookie fue dirigida por Yasuhiro Minamimoto y Azusa Tajima, y la música (basada en la banda sonora original de Yoshi's Cookie) fue arreglada por Ai Yamashita. La versión descargable de Game Boy Advance es una emulación de la versión NES de Yoshi's Cookie.

### Panel de Pon
Panel de Pon (パネルでポン Paneru de Pon) es una actualización del juego de 1995 Super Famicom Panel de Pon: Puzzle Action Game, que fue rebautizado como Tetris Attack fuera de Japón. Contiene más rasgos, pero se presenta como una secuela siguiendo a los descendientes del elenco original de personajes. Se basa en la versión de Nintendo 64 que no salió a la venta en Japón, pero se publicó internacionalmente como Pokémon Puzzle League.
Panel de Pon fue dirigido por Hitoshi Yamagami y Yukimi Shimura y la música (basada en la banda sonora original de Panel de Pon) fue arreglada por Masaru Tajima.

## Desarrollo
Nintendo Puzzle Collection fue codesarrollado por Nintendo y Intelligent Systems. Intelligent Systems había desarrollado previamente Panel de Pon, uno de los juegos disponibles, para la Super Famicom en 1995. Antes de su anuncio en diciembre de 2002, el juego fue tentativamente titulado Masterpiece Puzzle Collection. Nintendo Puzzle Collection fue jugable en E3 2003, donde se anunciaron lanzamientos en Norteamérica y Europa. Los planes fueron finalmente cancelados.

## Recepción
Debido al lanzamiento exclusivo del juego en Japón, la recepción de Nintendo Puzzle Collection es limitada. El juego tiene una puntuación agregada del 75% en GameRankings basado en dos revisiones. Michael Cole de Nintendo World Report, revisando una copia importada, anotó 8 de 10 en la Nintendo Puzzle Collection. Cole sintió que el Dr. Mario era la selección más débil de los tres juegos disponibles, con gráficos "sin inspiración" y una jugabilidad "implacable y honestamente frustrante". Señaló que aunque Panel de Pon era la mejor selección en cuanto a jugabilidad, Yoshi's Cookie tenía los gráficos más bonitos. NowGamer anotó el juego 7.5, llamando a Panel de Pon "lo más destacado del disco", pero remarcando que es "difícil sacudir la sensación de que esto es poco más que un cashin barato".
Defunct Games colocó a Nintendo Puzzle Collection 44 en su lista de las 50 compilaciones que sacudieron el mundo. Si bien calificó las selecciones de "sólidas" e "igual de adictivas ahora como siempre lo fueron", señaló que el título habría ocupado un lugar más alto en la lista si se hubieran incluido más juegos.